# Olidiana ritcheriina
Olidiana ritcheriina är en insektsart som beskrevs av Zhang 1990. Olidiana ritcheriina ingår i släktet Olidiana och familjen dvärgstritar. Inga underarter finns listade i Catalogue of Life.